# Peter Bercovitch
Pour les articles homonymes, voir Bercovitch.
Peter Bercovitch C.R. (17 août 1879-26 décembre 1942) fut un avocat et homme politique fédéral du Québec.

## Biographie
Né à Montréal, il effectue un Bachelor of Civil Law de l'Université McGill et un Master of Laws à l'Université de Montréal. Il fut nommé au Barreau du Québec en 1901 et au Conseil de la Reine en 1911. Il pratica le droit et devint associé de la firme Bercovitch, Cohen & Spector.
Élu député libéral dans la circonscription provinciale de Montréal—Saint-Louis lors des élections de 1916, il fut réélu en 1919, 1923, 1927, 1931, 1935 et en 1936. Il démissionna en 1938 pour devenir député libéral dans la circonscription de Cartier lors d'une élection partielle déclenchée à la suite du décès du député sortant Samuel William Jacobs. Réélu en 1940, il mourut en fonction en 1942.

## Archives
Il y a un fonds Peter Bercovitch à Bibliothèque et Archives Canada. La référence archivistique est R4662.